# Агентство интеллектуальной собственности Азербайджана
Агентство интеллектуальной собственности Азербайджана — орган центральной исполнительной власти, осуществляющий государственную политику в сфере авторского права, смежных прав, прав интеллектуальной собственности на выражения фольклора, топологии интегральных схем, баз данных.

## Общие сведения
Агентство создано 30 декабря 1989 года на базе азербайджанского отделения Всесоюзного агентства по авторским правам.
Объекты авторских прав находятся в национальном реестре (базе данных Агентства), который был создан в апреле 2017 года.

## Нормативно-правовая база
Азербайджан с 1995 года является членом Всемирной организации интеллектуальной собственности (ВОИС), с 1999 года — Бернской конвенции об охране литературных и художественных произведений, Женевской конвенции «Об охране интересов производителей фонограмм от незаконного воспроизводства их фонограмм» (2001), Римской конвенции «Об охране прав исполнителей, производителей фонограмм и организаций вещания» (2005).
С 2005 года  Азербайджан присоединился к договору ВОИС об исполнениях и фонограммах и договору об авторском праве.
25 декабря 1995 года Азербайджан присоединился к Евразийской патентной конвенции и вошёл в состав Евразийской патентной организации.
В области прав интеллектуальной собственности действуют закон «Об авторском праве и смежных правах» ( 1996), закон «О правовой охране топологий интегральных схем» (2002), закон  «О правовой охране выражений азербайджанского фольклора» (2003),  закон «О правовой охране баз данных» (2004).
За период деятельности Агентства было принято около сорока нормативно-правовых и законодательных актов в сфере интеллектуальной собственности. В том числе был принят закон «Об обеспечении прав интеллектуальной собственности и борьбе с пиратством».

## Структура Агентства
В состав Агентства 4 отдела. 
6 сентября 2017 года создан новый отдел в составе Агентства — Центр обеспечения прав интеллектуальной собственности.

## Задачи Агентства
- охрана авторских, смежных и других прав, прав топологии интегральных микросхем, фольклорных выражений
- ведение государственной регистрации научных, культурных и художественных произведений
- регистрация баз данных, которые охраняются авторским правом и специальной охраной, а также выдача свидетельств о регистрации, регистрация договоров по передаче или уступке прав собственности на базы данных[10]
- представление Азербайджана в международных организациях и осуществление сотрудничества, международного культурного обмена
- осуществление контроля за исполнением действующего законодательства
- совершенствование законодательства в целях создания более благоприятной правовой ситуации для деятельности творческих личностей в области науки, литературы и искусства[11][12][13][14]

## Деятельность
Официальная регистрация произведений была внедрена в 1996 году. 
C 1996 года по начало 2018 года Агентством по авторским правам было зарегистрировано 11 554 произведений и объектов смежных прав, 177 произведений, написанных 85 авторами в электронной форме.
С 1996 по 2024 год включительно Агентством зарегистрировано 16 228 произведений и объектов смежных прав, в том числе 2 125 в электронном формате.
В 2017 году по сравнению с 2005 годом уровень пиратства в Азербайджане сократился с 61% до 29%. На рынке аудио-видеопродукции уровень пиратства снизился на 25% (с 90% до 65%), в области программного обеспечения — на 21% (с 96% до 75%).
Агентством внедрена электронная система приема документов. Впервые был осуществлён приём заявок в 3D формате.

### 2023
В 2023 году в Государственном реестре зарегистрирован 151 патент (из них 103 патента на изобретения), 36 патентов на полезные модели, 12 патентов на промышленные образцы. 87 патентов на изобретения выданы национальным правообладателям, 16 — иностранным юридическим лицам. Зарегистрировано 3 145 товарных знаков. Из них 2 541 принадлежал национальным заявителям, 604 — иностранным физическим и юридическим лицам. 
Зарегистрировано 4 аудиовизуальных произведения, 16 произведений в области дизайна, 7 произведений в области декоративно-прикладного искусства.
Зарегистрировано 29 авторских договоров о передаче прав.
В 2023 году срок экспертизы заявок на изобретение в Агентстве сократился с 12 до 8 - 9 месяцев.

### 2024
В 2024 году в Государственном реестре зарегистрировано 185 патентов (из них 128 патентов на изобретения), 43 патента на полезные модели, 14 патентов на промышленные образцы. 97 патентов на изобретения выданы национальным правообладателям, 31 — иностранным юридическим лицам. Зарегистрировано 2 844 товарных знака. Из них 2096 принадлежат национальным заявителям, 748 — иностранным физическим и юридическим лицам. 
Зарегистрировано 660 произведений, принадлежащих 346 авторам (правообладателям). 138 из них являются музыкальными. Зарегистрировано  96 аудиовизуальных произведений, 42 произведения в области дизайна, 16 — в области декоративно-прикладного искусства, 5 мультимедийных произведений, 32 компьютерные программы. Зарегистрировано 35 авторских договоров о передаче прав.   
543 произведения 306 авторов зарегистрированы в электронном формате. 
На 2024 год 159 (42,8 %) действующих патентов на изобретения в Азербайджане выданы в области химии и металлургии, 58 патентов (15,6 %) — в области строительства и горнодобывающей промышленности, 55 патентов (14,8 %) — в области обеспечения жизненных потребностей человека, 34 патента (9,2 %) — в области физики. Патенты выданы по Международной патентной классификации Всемирной организации интеллектуальной собственности.